# Aeroportul Internațional Arad

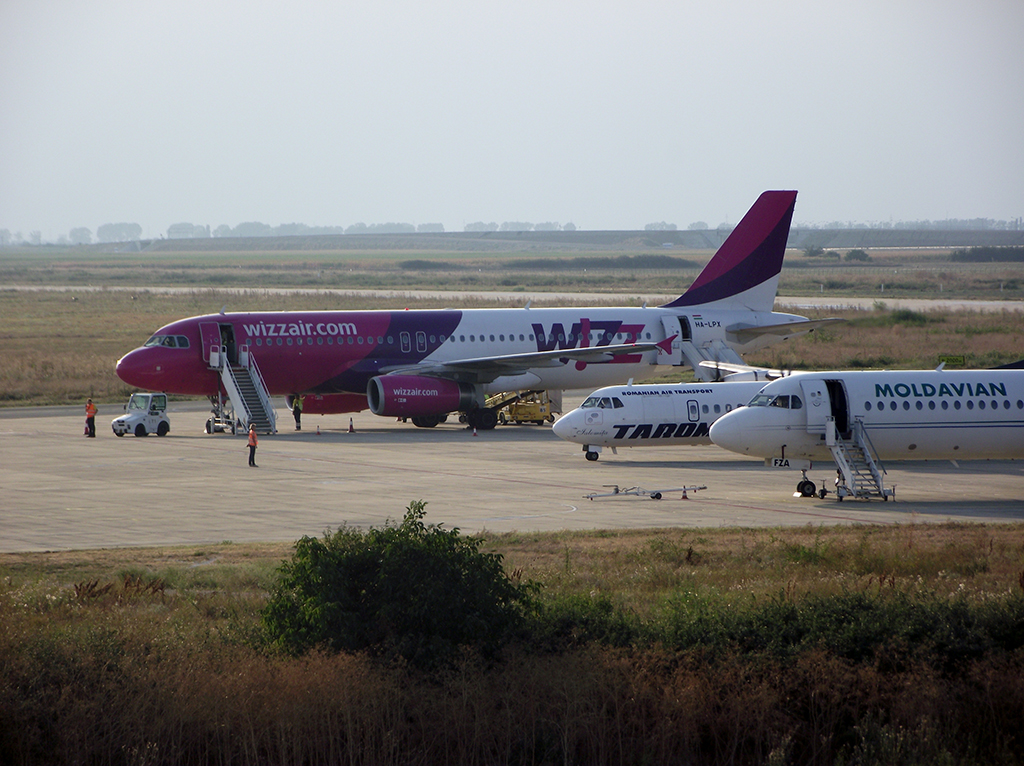
Platforma Aeroportului Arad, se pot identifica un Airbus A320 al Wizz Air, un ATR 72 al TAROM și un Fokker 100 al Moldavian Airlines

Aeroportul Internațional Arad (IATA: ARW, ICAO: LRAR) este situal la 4 km vest de municipiul Arad, în vestul României. Se află la aproximativ 60 km nord de Aeroportul Internațional Timișoara și la distanțe de 250 km față de Budapesta și 300 km față de Belgrad, în apropierea frontierei cu Ungaria. Aeroportul este conectat direct la Autostrada A1, parte a Coridorului IV paneuropean. Cel mai apropiat punct rutier de trecere a frontierei este Turnu (30 km), iar cel mai apropiat punct feroviar este Curtici (20 km).
Aeroportul dispune de un terminal cargo și găzduiește baza regională SMURD. Baza SMURD Arad utilizează un elicopter Eurocopter EC135 configurat pentru misiuni aeromedicale.
Aeroportul operează curse către Antalya.

## Istoric
La 14 iulie 1912, pe terenul din suburbia Gai a municipiului Arad a avut loc un miting aviatic cu ocazia revenirii în țară a lui Aurel Vlaicu.
La 30 mai 1935, Primăria Arad a cedat terenul din suburbia Ceala către Aviația Civilă, în vederea construirii unui nou aeroport. Construcția aerogării s-a finalizat în 1936, iar aeroportul a fost inaugurat oficial la 14 noiembrie 1937.
În anul 1953, a fost construită o pistă de beton cu o lungime de 2.000 de metri, împreună cu căile de rulare A și D.
În anul 1954 a fost reamenajat balizajul și dotat cu lămpi Elba.
La 12 iunie 2014, aeroportul a semnat un contract pentru extinderea și modernizarea terminalului de pasageri. Proiectul prevedea realizarea unui terminal separat pentru plecări, prin reconfigurarea unor spații existente din cadrul terminalului cargo. Conform planului, terminalul modernizat urma să aibă o suprafață de peste 4.200 m2 și o capacitate de procesare de până la 200.000 de pasageri anual. Actuala aerogară pentru pasageri urma să fie utilizată exclusiv pentru sosiri, iar terminalul cargo păstrat cu o suprafață de 700 m2.Durata estimată pentru executarea lucrărilor era de 12 luni.
Din 17 aprilie 2015, Wizz Air a încetat toate operațiunile pe acest aeroport.
Din noiembrie 2015 DHL România, singurul operator cargo de pe aeroport, a decis transferarea tuturor operațiunilor pe aeroportul Timișoara.
Din 15 iunie 2023 a fost inaugurat un turn virtual de control al traficului aerian pentru Aeroportul Internațional Brașov, aflat la o distanță de aproximativ 400 km.

## Infrastructură

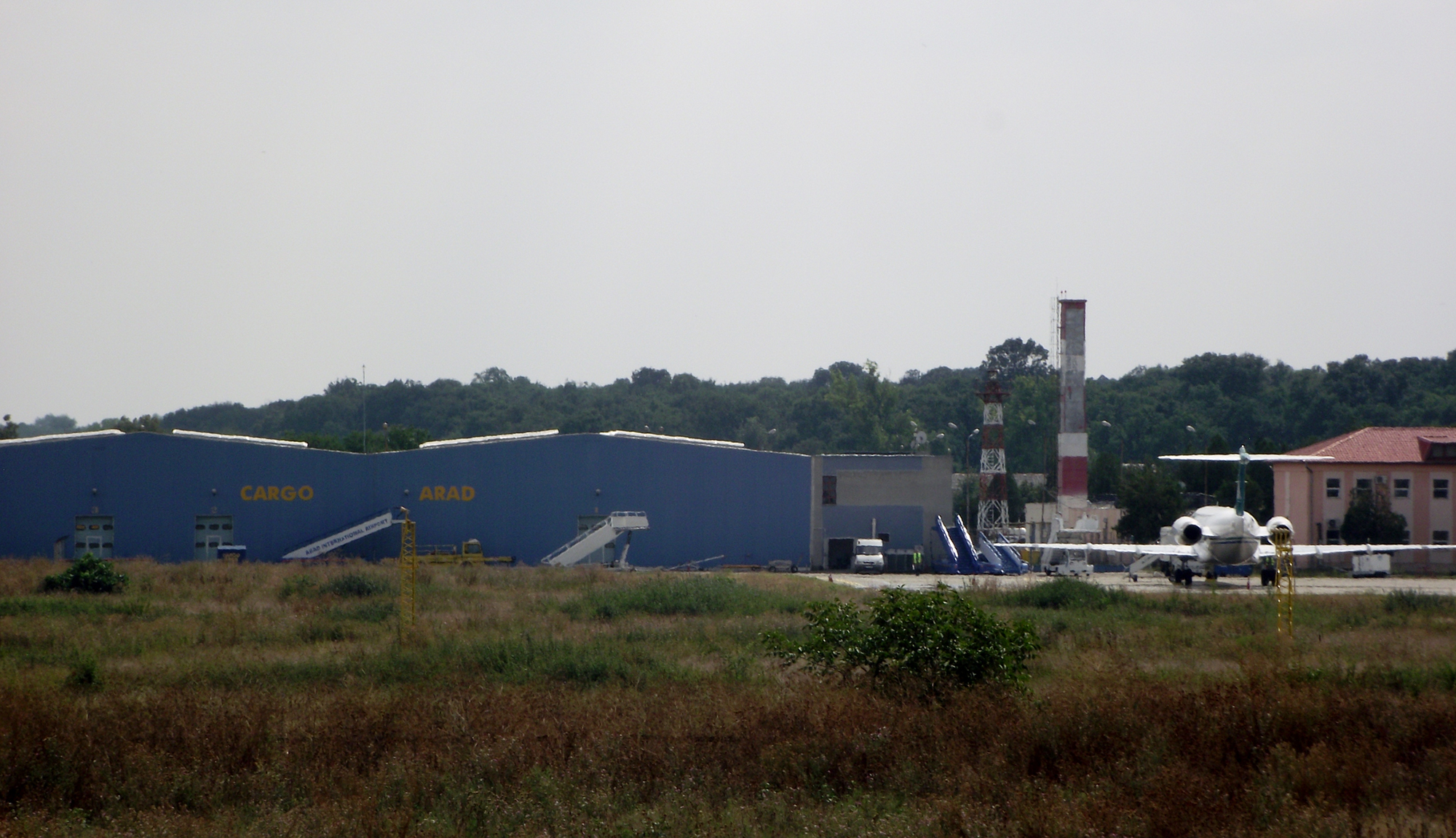
Terminalul Cargo al Aeroportului Internațional Arad văzut de pe Autostrada A1.

Aeroportul dispune de o pistă de aterizare-decolare din beton cu dimensiunile de 2.000 x 45 m, orientată est-vest. Pista este echipată cu balizaj luminos modern, marca IDMAN, care include iluminare marginală și axială, lumini de prag și capăt de pistă, lumini de apropiere în ambele direcții și un sistem de aterizare instrumentală (ILS) de categoria II.
Terminalul cargo are o suprafață de 16.020 mp și o portanță de 41/R/C/W/T cu capacitatea de trei aeronave de clasa C sau D. Clădirea terminalului are 5.000 mp, cu 13 porți de acces auto, 4 porți către platforma aero și o capacitate de procesare de până la 300 tone pe zi. Platforma auto aferentă are 8.430 mp, cu 32 de locuri de parcare pentru autoturisme și 5 pentru vehicule de marfă și cele două separatoare de ulei.

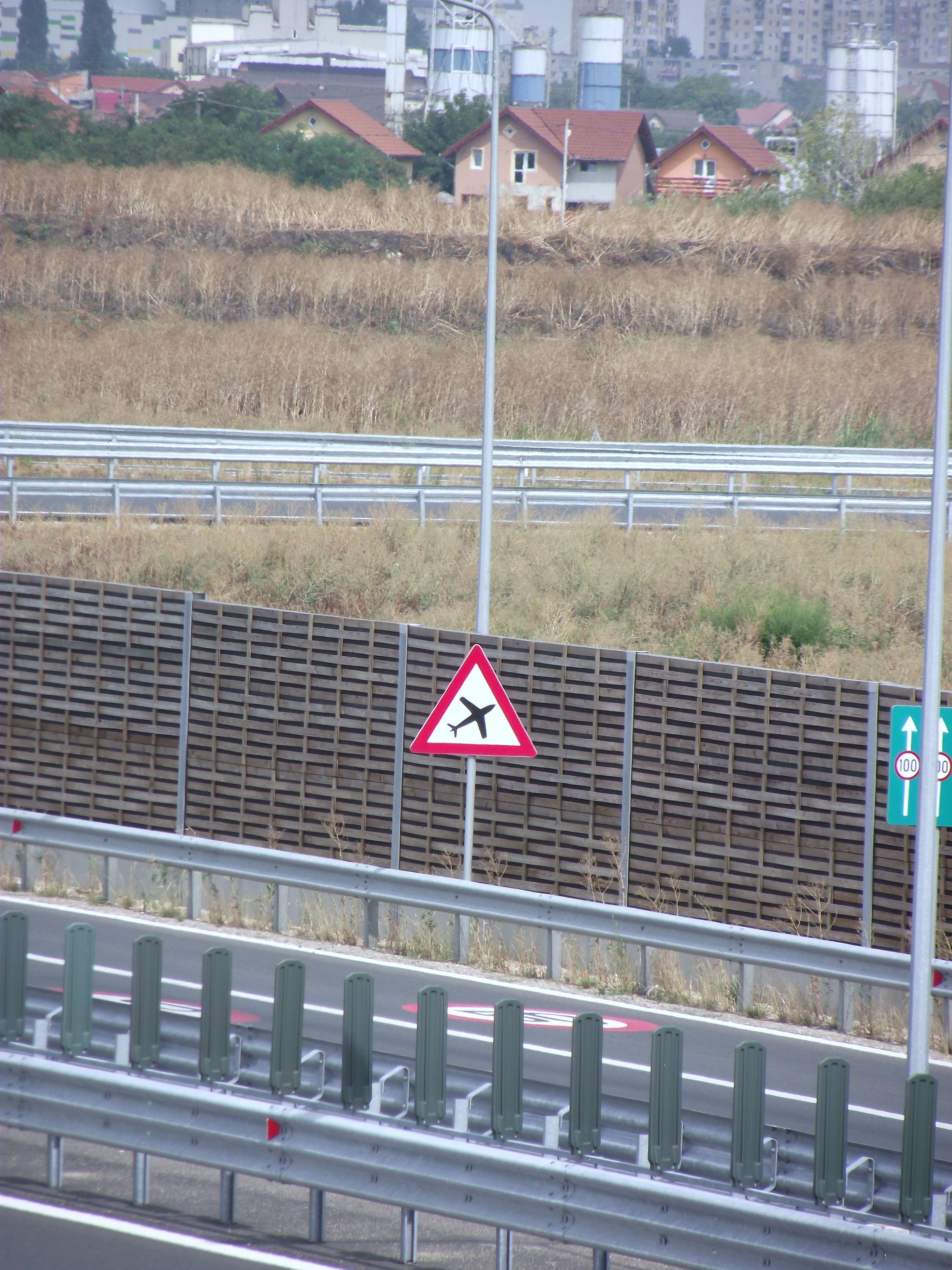
Indicator rutier de aeroport pe Autostrada A1 - varianta de ocolire a municipiului Arad in dreptul nodului Aeroport Arad

Aeroportul are acces direct la Autostrada A1, parte a Coridorului IV paneuropean.

## Linii aeriene și destinații

### Pasageri
Aeroportul Arad nu mai dispune de nicio cursa regulata de pasageri dupa ce Wizz Air a încetat, din 17 aprilie 2015, toate operatiunile.
| Companii          | Destinații |
| ----------------- | ---------- |
| Corendon Airlines | Antalya    |

### Cargo
Printre partenerii cargo se numără:
- Fed Ex Express
- World Media Trans

## Statistici
| An   | Pasageri (total) | Evoluție | Zboruri | Evoluție | Cargo (tone) | Evoluție |
| ---- | ---------------- | -------- | ------- | -------- | ------------ | -------- |
| 2008 | 128,835          |          | 3,383   |          | 537          |          |
| 2009 | 88,174           | ▼ 31.6%  | 2,832   | ▼ 16.3%  | 673          | ▲ 25.3%  |
| 2010 | 21,878           | ▼ 75.2%  | 1,937   | ▼ 31.7%  | 754          | ▲ 12%    |
| 2011 | 11,174           | ▼ 49%    | 1,417   | ▼ 26.9%  | 883          | ▲ 17.1%  |
| 2012 | 14,844           | ▲ 32.8%  | 2,276   | ▲ 60.6%  | 772          | ▼ 12.6%  |
| 2013 | 39,901           | ▲ 168.8% | 2,442   | ▲ 7.2%   | 1,004        | ▲ 30%    |
| 2014 | 28,280           | ▼ 29.2%  | 2,568   | ▲ 5.1%   | 1,079        | ▲ 7.4%   |
| 2015 | 8,530            | ▼ 69.8%  |         |          |              |          |
| 2016 | 0                | ▼        |         |          |              |          |
| 2017 | 10,817           | ▲        |         |          |              |          |
| 2018 | 11,367           | ▲ 5.1%   |         |          |              |          |
| 2019 | 18,739           | ▲ 64.8%  |         |          |              |          |
| 2020 | 1,706            | ▼ 90.9%  |         |          |              |          |
| 2021 | 11,671           | ▲ 584.1% |         |          |              |          |
| 2022 | 16,633           | ▲ 42.5%  | 3,993   |          | 60.3         |          |
| 2023 | 14,365           | ▼ 13.6%  |         |          |              |          |
| 2024 | 15,270           | ▲ 6.3%   |         |          |              |          |

## Dezvoltare
Extinderea pistei la 2.500 m a fost propusă în mai multe rânduri, însă nu a fost identificată o sursă de finanțare. Au existat și sugestii privind adaptarea unei părți din terminalul cargo pentru procesarea pasagerilor, în scopul atragerii de noi operatori.